# Khanith
Khanith (em árabe: خنيث; transliteração alternativa: Xanith) é um termo do vernáculo árabe para ambas as escritas padrão árabe - mukhannath e khuntha.  A palavra  Mukhannath مخنث (literalmente "efeminado") refere-se a indivíduos com identidade de gênero discordante do seu sexo biológico. São caracterizados como "efeminados", "não claramente masculinos" e como pessoas que "nascidas como homem" e que, apesar disso, sentem-se, comportam-se e (em muitos casos) vestem-se como uma mulher. A palavra árabe Khuntha خنثى (literalmente "hermafrodita") refere-se a pessoas interssexuais.